# 罗棣庵
罗棣庵（1932年—），湖南衡山人，中华人民共和国化工专家、教育家，清华大学教授，中国民主促进会中央委员会原常务委员。

## 生平
1949年全国解放后，罗棣庵从岳云中学转学到衡阳铁路第一中学上高三。1950年考入东北工学院机械系。1953年，响应党和国家的号召，提前分配到清华大学动力机械系工作。后曾在哈尔滨工业大学和清华大学读研究生。
1988年10月加入中国民主促进会。